# Sergej Salov
Sergej Salov (russisch Сергей Александрович Салов/Sergei Alexandrowitsch Salow; * 14. Januar 1940 in Moskau) ist ein deutscher Schachspieler russischer Herkunft.

## Leben
Salov fing im Alter von neun Jahren mit dem Schach an. Als Zwölfjähriger ging er in die Schachsektion eines Moskauer Pionierhauses. Trainiert wurde er unter anderem von Jakow Estrin und Ilja Kan. Im Jahr 1957 verbuchte er seinen ersten Sieg bei der sowjetischen Schachmeisterschaft der Gehörlosen. Bis 1988 konnte er sieben weitere Meisterschaften für sich entscheiden. 1970 wurde er als Meister des Sports der UdSSR ausgezeichnet, die Norm dafür erfüllte er in einem Scheveninger Turnier. Ab 1991 nahm Salov an internationalen Wettbewerben der Gehörlosen teil und wurde vom Trainer Wiktor Gontscharow aus Nabereschnyje Tschelny betreut.
1992 gewann Salov mit 10 Punkten aus 11 die 10. ICSC-Weltmeisterschaft in Edinburgh. Für diesen Erfolg verlieh ihm die FIDE den Titel eines Internationalen Meisters. Auch bei der 11. ICSC-Weltmeisterschaft 1996 in Rotterdam holte er mit 9,5 aus 11 den Sieg. 1994 und 1998 gewann er mit der russischen Auswahl die ICSC-Mannschaftsweltmeisterschaft. Mit der ICSC-Mannschaft nahm er an den Schacholympiaden 2002, 2006, 2008, 2010 und 2012 teil. 2001 wurde er Erster, außer Konkurrenz spielend, bei der 37. Schweizer Einzelmeisterschaft der Gehörlosen in Locarno. Die Deutsche Meisterschaft der Gehörlosen gewann er u. a. 2007 in Würzburg und 2009 in Neuwied. Bei der Deutschen Meisterschaft der Gehörlosen im Blitzschach 2015 in Berlin holte er den zehnten Meistertitel in Folge. Im Sommer 2010 wurde er ICSC-Weltmeister im Blitz in Estoril, nach zwei Jahren holte er den ICSC-Weltmeistertitel der Senioren in Almaty.

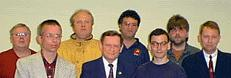
Finale der Deutschen Pokalmeisterschaft 1999: Lueders, Suhl,
Stoeckmann, Salov, Maier, Hawellek, Klink, Seewald.

 Vor der Übersiedlung nach Deutschland im Jahr 1998 war Salov als Feuerfest-Fachmann in den SIL-Werken und Sportinstruktor beschäftigt. Er nahm an vielen regulären Turnieren in Deutschland teil, wie am Finale der Deutschen Pokalmeisterschaft 1999 in Aachen. Seit Ende 2004 ist er bei der FIDE für den DSB gemeldet. Vereinsschach spielt er in Deutschland für den Lübecker SV, in der britischen 4NCL trat er in der Saison 2011/12 für Bristol an. Im Fernschach erreichte er ebenfalls den Titel eines Internationalen Meisters, der ihm aufgrund seiner Leistung im Halbfinale der 25. Weltmeisterschaft (2001–2003) auf dem ICCF-Kongress 2002 in Seixal verliehen wurde. 2000 wurde er als Verdienter Meister des Sports Russlands geehrt. Er ist Bundestrainer des DGSV und B-Trainer des DSB. Zu seinen Schülern zählt GM Rasmus Svane. 2022 erhielt er das Silberne Lorbeerblatt.